# Castiglione Falletto
Castiglione Falletto är en ort och kommun i provinsen Cuneo i regionen Piemonte i Italien. Kommunen hade 699 invånare (2018).